# Adobe Acrobat
Adobe Acrobat is een computerprogramma van Adobe Systems om pdf-bestanden te maken. Deze bestanden kunnen gelezen worden met de gratis Adobe Reader, vroeger Adobe Acrobat Reader genaamd. Het pdf-formaat werd ontwikkeld om drukwerk op de computer te kunnen voorbereiden met een maximale compatibiliteit en betrouwbaarheid.
Adobe Acrobat bestaat in een standaardversie en een professionele versie.